# Miss 1917
Miss 1917 è un musical statunitense, che debuttò a Broadway il 5 novembre 1917 al Century Theatre. Lo spettacolo, una commedia musicale in due atti e diciotto scene prodotta da Florenz Ziegfeld, Jr. e Charles Dillingham, venne rappresentato 72 volte. L'ultima recita si tenne il 5 gennaio 1918.
Il libretto era di Guy Bolton e P. G. Wodehouse; la musica, di Victor Herbert e di Jerome Kern. Le scene furono firmate da Joseph Urban, i costumi da  Paul Chaflin, Dazian, Faibsey, Lady Duff-Gordon, Cora MacGeachy, Phelps, Willy Pogany e Max Weldy.
La regia venne firmata da Ned Wayburn, le coreografie da Adolph Bohm.

## Il cast
La sera della prima, 5 novembre 1917, nel cast figurano i seguenti artisti:
- Geraldine Alexander:
- Diana Allen:
- Effie Allen:
- Walter Baker:
- Emil Barth:
- Louis Baum:
- Margie Bell:
- Mike Bell
- Paul M. Bell
- Adolph Bohm
- May Borden
- Polly Bowman
- Kitty Boylan
- James Bradley
- Alma Braham
- Rene Braham
- Joe Brennan
- Paul Briant
- William Briant
- Elizabeth Brice
- Irene Castle
- Lawrence Clark
- Gladys Coburn
- Cecelia Cullen
- Arthur Cunningham
- Peggy Dana
- Marion Davies
- Bessie McCoy Davis
- Semone D'Herlys
- Zitelka Dolores
- Frank Duball
- Fred DuBall
- Arthur Elson
- Herbert Fields
- Lew M. Fields
- Lottie Franklin
- Pearl Franklin
- Lottie Franklyn
- Marie Frawley
- William Fuller
- Elizabeth Gardiner
- Dan Gordon
- Emeline Gorman
- Emmet Grant
- Emma Haig
- Betty Hale
- Marshall Hall
- Pauline Hall
- Betty Hamilton
- Minnie Harrison
- Flo Hart
- Irene Hayes
- Ruth Heil
- Hilda Hirsch
- Leonard Howard
- May Irving
- Leavitt James
- Agnes Jepson
- Amelia Johnson
- Charles Jones
- Peggy Hopkins Joyce
- Nicholas Kane
- Harry Kelly
- Charles King
- Myrtle King
- Raymond Klages
- Dorothy Klewer
- Joe Knoffer
- Leonore Kohler
- Cecil Lean
- Margit Leeraas
- Rita Leeraas
- Lois Leigh
- Frank Leonard
- May Leslie
- Gladys Loftus
- Jack Lynch
- Cecile Markle
- Albertine Marlowe
- James Marr
- Evangeline Marshalck
- Mauresette
- Vera Maxwell
- Cleo Mayfield
- Addison Mead
- Helen Mooney
- Margaret Morris
- Vivian Morrison
- Elizabeth Morton
- Rosella Myers
- Alla Nova
- Stephen O'Rourke
- Olive Osborne
- John Parks
- Ann Pennington
- Kathryn Perry
- Mlle. Phyllis
- Tot Qualters
- James Quinn
- Flora Revalles
- Eugene Revere
- Charles Root
- Dolores Rose
- Ethel Rough
- Bert Savoy
- Joe Schenck
- Vivienne Segal
- Miss Selskaya
- Frank Sharp
- William Shelley
- Mildred Shelly
- William Shelly
- Yvonne Shelton
- Juana Sheppard
- Joseph Sparks
- Irene Spencer
- Murray Starr
- Natasha Stephanova
- Miss Sterling
- Gus Stevenson
- Anna Stone
- Ivan Tarasov
- Lilyan Tashman
- Andrew Tombes
- Ira Uhr
- Alexander Umanski
- Tortola Valencia
- Gus Van
- Miss Vernon
- Winnie Ward
- Edith Warren
- John Warren
- George White
- Mark White
- Ruby Wilbur
- Mack Williams
- Martha Wood
- Rita Zalmani